# Liste des bateaux utilisés pour l'exploration du territoire de l'État indépendant du Congo

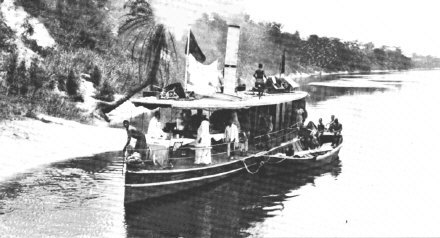
Le Peace

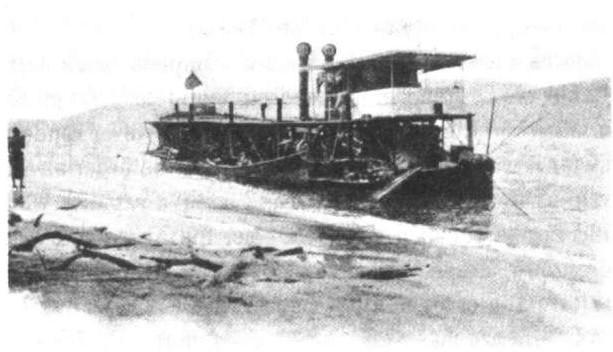
Le Florida

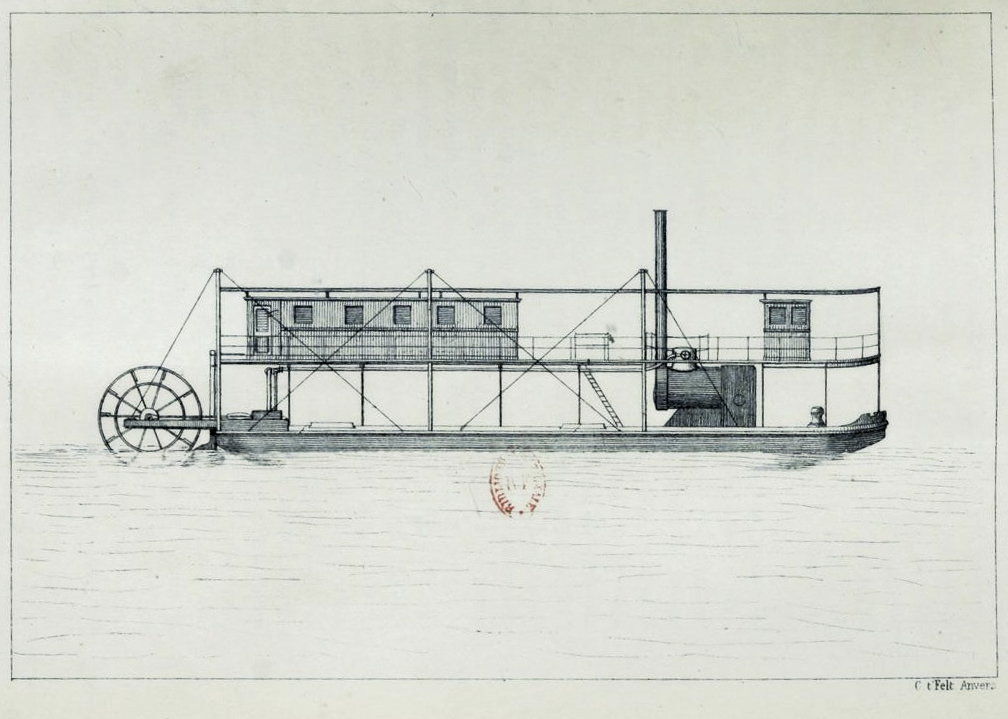
Le Bateau à roues à aubes type Sternwheeler "Ville de Bruxelles" dont les plans furent dressés par Guillaume Delcourt pour usage à Léopoldville. Illustration par C. t'Felt (Anvers).'

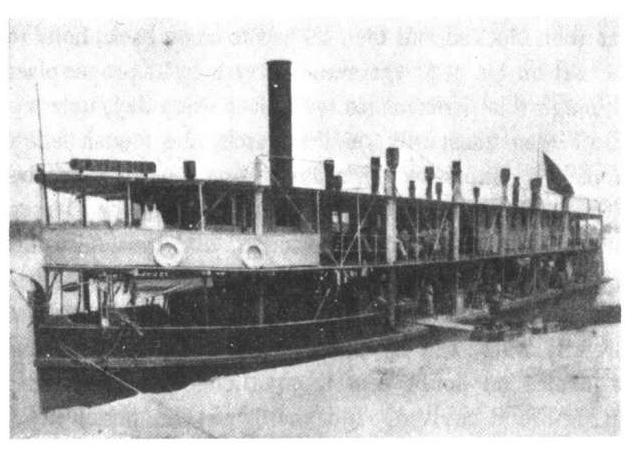
Le Flandre

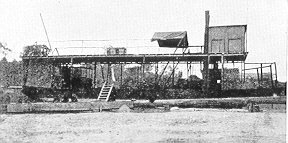
Le Stanley

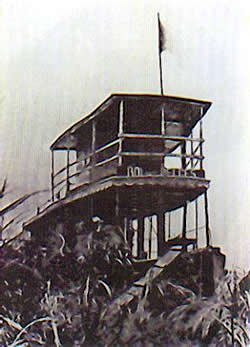
Le Roi des Belges

Cette liste comprend les différents bateaux utilisés pour l'exploration au XIXe siècle du territoire de l'actuelle République démocratique du Congo, appelé l'État indépendant du Congo à partir de 1885. Auparavant, cette exploration sur le territoire fut menée par l'Association internationale africaine.
 À compléter

## 1875
- Lady Alice en service pour la descente du fleuve Congo par Henry Morton Stanley

## 1879
- Le Royal (en service à Léopoldville à partir du 21 février 1881)
- Le Belgique (en service entre Boma et Banana)
- L'Espérance (en service entre Boma et Banana)
- Le En Avant (en service à Léopoldville à partir du 21 février 1881)

## 1881
- L'Association Internationale Africaine (en service à Léopoldville à partir de novembre 1882)

## 1882
- Le Peace (en service à Léopoldville à partir du 27 juillet 1883)

## 1884
- Le Stanley (en service à Léopoldville à partir 1887). Par Alfred Yarrow avec la collaboration de Guillaume Delcourt, construit au chantier Yarrow à Poplar[2].

## 1886
- Le Ville de Bruxelles (en service à Léopoldville à partir du 5 juillet 1888). Plans dressés par Guillaume Delcourt[1].

## 1887
- Le Roi des Belges (en service à Léopoldville à partir du 17 mars 1888). C'est un voyage sur ce navire qui a inspiré à Joseph Conrad son roman le plus connu, Au cœur des ténèbres.
- Le Florida (en service à Léopoldville à partir de 1887)
- Le New York (en service à Léopoldville à partir de 1887)

## 1897
Avec l'achèvement de la ligne de chemin de fer Matadi-Léopoldville furent mis en service les premiers navires importants (150 tonnes).
- Le Brabant
- Le Hainaut
- Le Flandre

## Autres
- Le General Sanford
- Le Baron Weber
- L'Archiduchesse Stéphanie
- Le Princesse Clémentine
- Le Baron Lambermont
- Le Auguste Beernaert

Le Président Urban de la S.A.B. 1905